# Capelli castani
I capelli castani sono, per diffusione, il secondo tipo di colore di capelli dopo il nero.

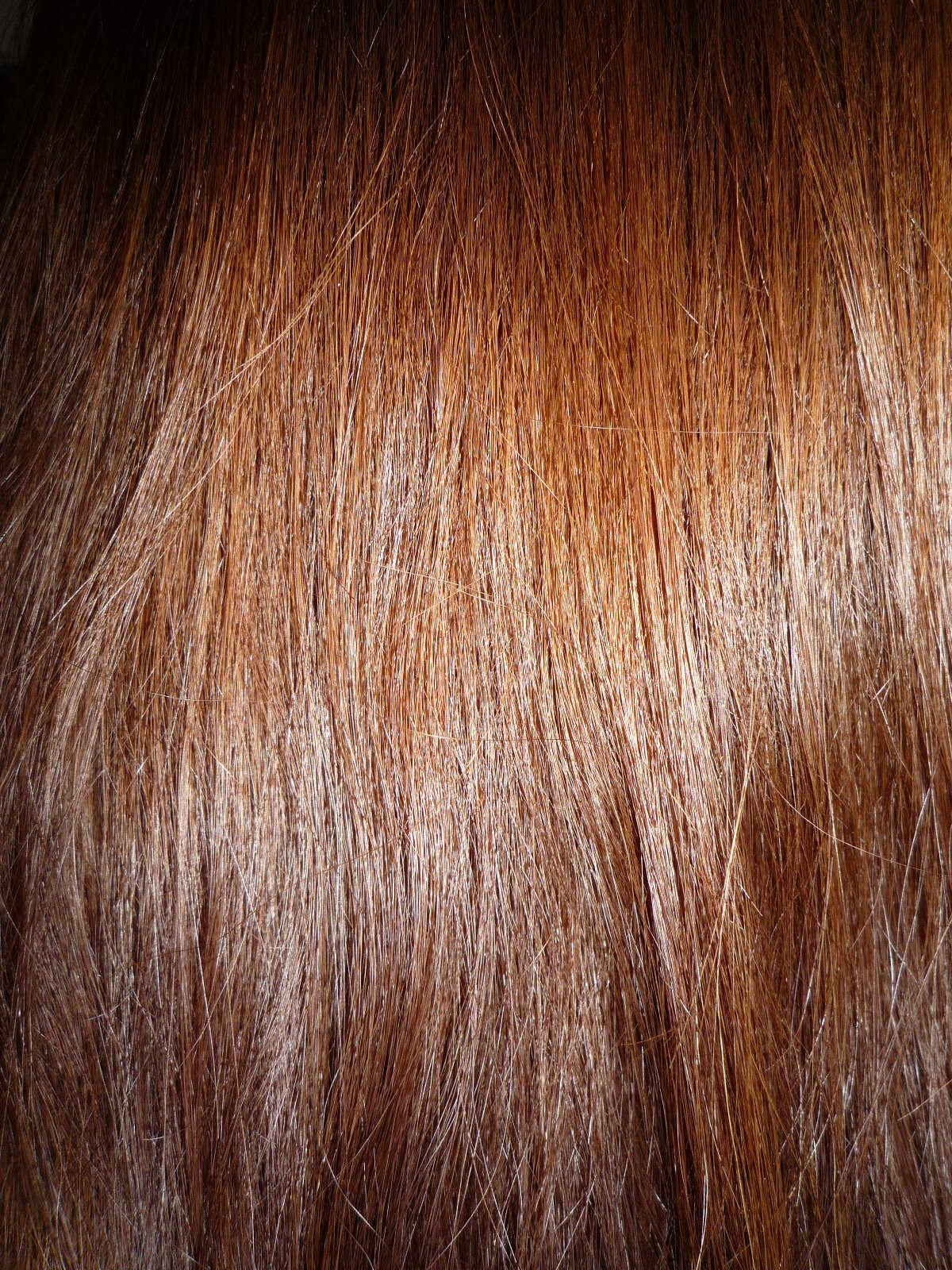
Una vista ravvicinata dei capelli castani

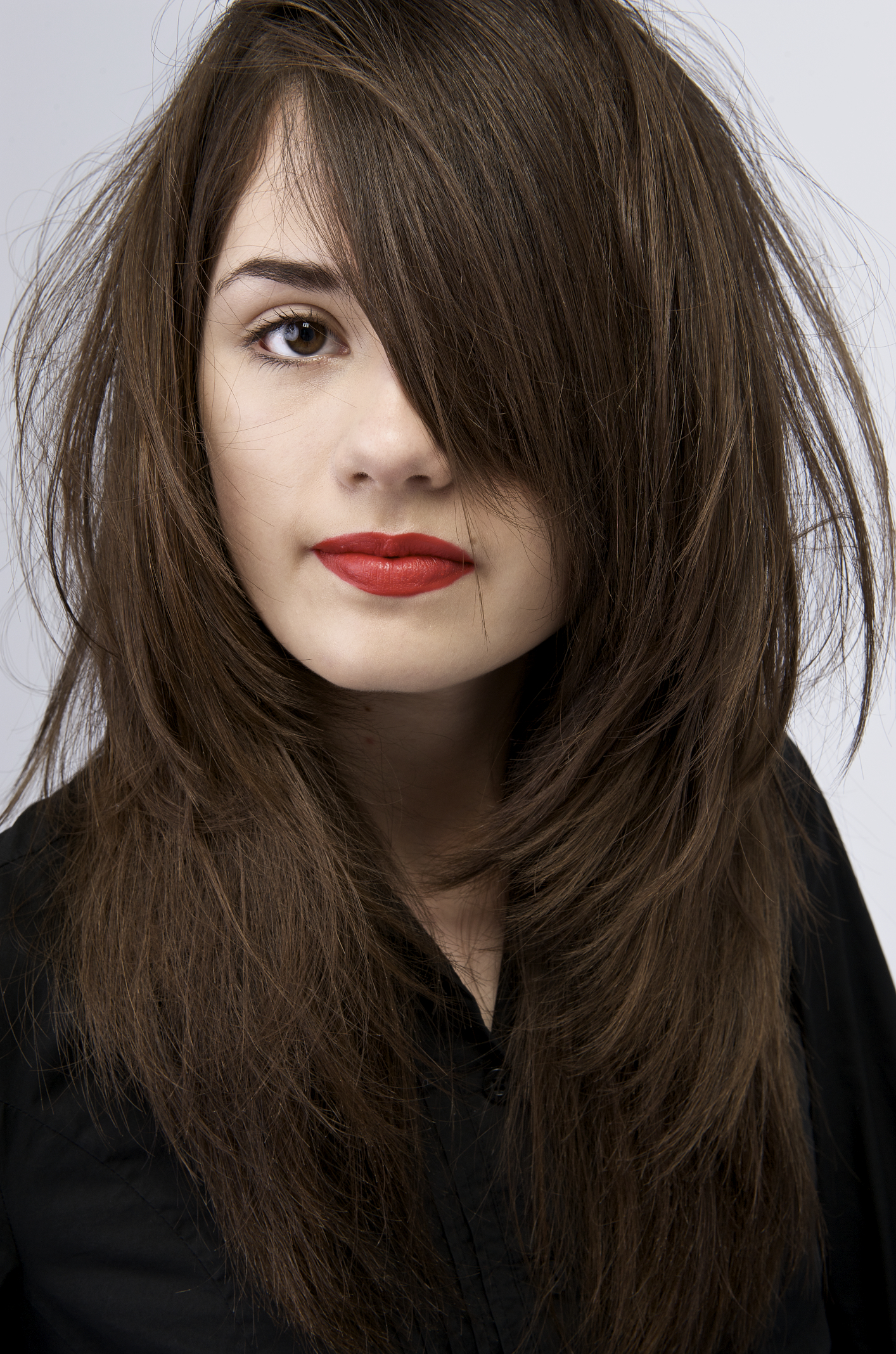
Donna con i capelli castani

I capelli castani (talvolta indicati anche come bruni anche se non c'è accordo sull'identità di queste due parole) o mori (castano scurissimo tendente al nero). Sono caratterizzati da alti livelli del pigmento scuro eumelanina e da bassi livelli del pigmento pallido feomelanina. Sono più spessi dei capelli biondi ma non molto di più dei capelli rossi. I capelli castani sono molto comuni tra gli europei occidentali - specialmente nell'Europa meridionale e occidentale – e in Nordafrica, in cui si verifica una transizione verso il castano scuro e il nero.

## Biochimica
Il pigmento eumelanina (letteralmente “buona” melanina) dà ai capelli castani il suo colore particolare. I capelli castani posseggono maggiore eumelanina rispetto ai capelli biondi ma minore dei capelli neri. Ci sono due varietà di eumelanina, distinguibili dal profilo dei legami del polimero. I due tipi sono l'eumelanina nera e l'eumelanina marrone. L'eumelanina nera è molto presente nelle persone non europee e negli europei anziani mentre l'eumelanina marrone è per lo più presente nei giovani europei. Una piccola presenza di eumelanina nera e l'assenza di altri pigmenti causa i capelli grigi. Poca eumelanina marrone in assenza di altri pigmenti causa il colore giallo (biondo) dei capelli. Lo spessore dei capelli castani è normalmente nella media.
Le persone con i capelli castani sono in genere in grado di produrre abbastanza eumelanina cutanea per la protezione solare, hanno di norma un identico tono del colore della pelle. L'intervallo del colore cutaneo associato ai capelli castani è vasto, andando dal pallido all'olivastro. Le persone castane possono avere occhi scuri o chiari. In alcuni casi persone bionde o rosse di capelli possono con l'età scurirsi e si ha così un individuo castano con gli occhi chiari.

## Varietà di castano

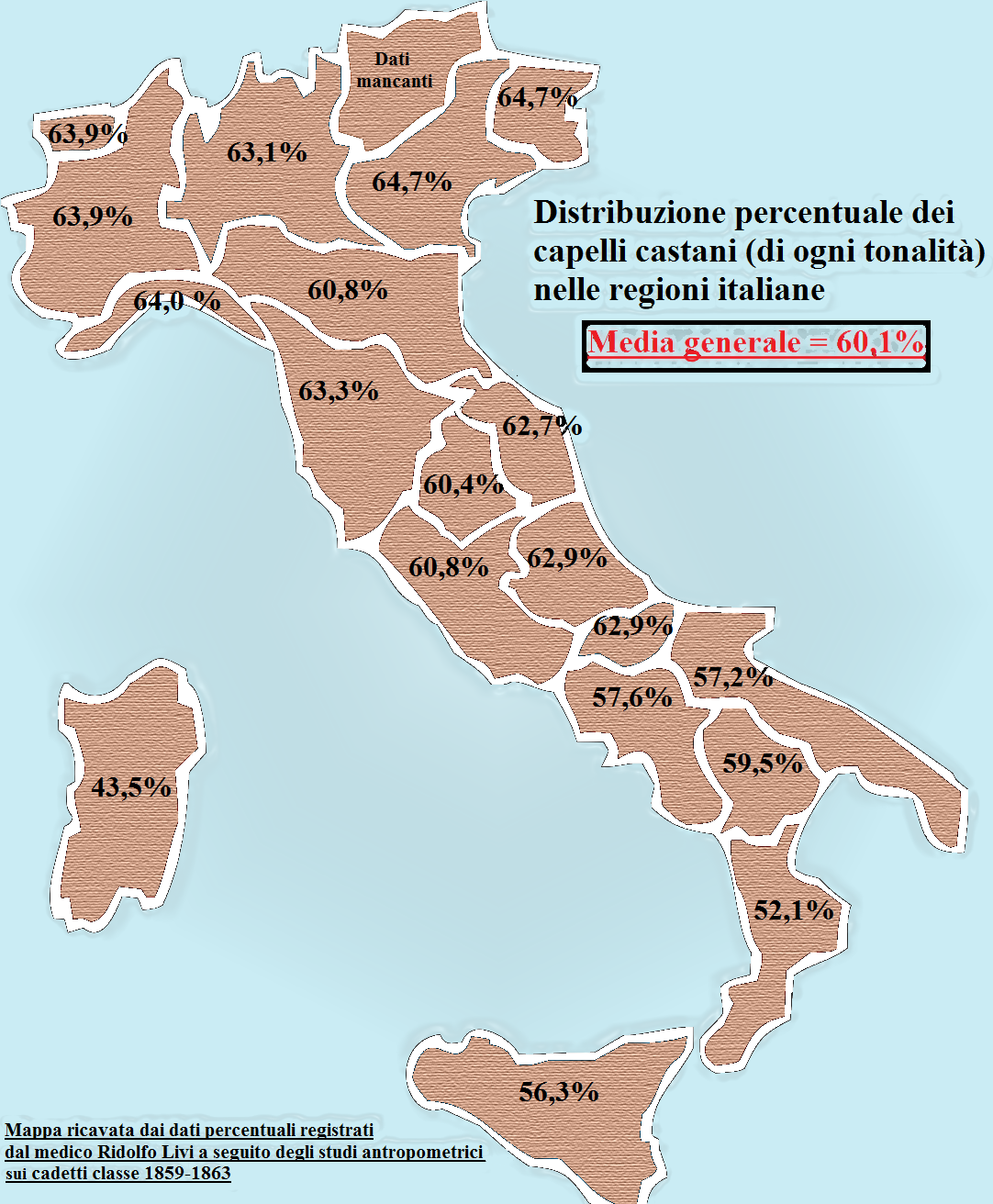
Distribuzione percentuale dei capelli castani di tutte le tonalità (dal castano scuro al castano chiaro) nelle regioni italiane fra i coscritti classi 1859 - 1863.

Il colore dei capelli castani può variare dal marrone scuro al marrone chiaro.
- Castano scuro
- Castagno - Castano scuro con riflessi ramati
- Castagno chiaro - Castano medio-scuro con toni molto sottili di castagno
- Castano medio
  - Castano medio (dorato)
- Castano medio dorato
- Castano ramato chiaro
- Castano rosso-dorato chiaro - Un caldo castano-rossiccio
- Castano cenere chiaro - cenere chiaro

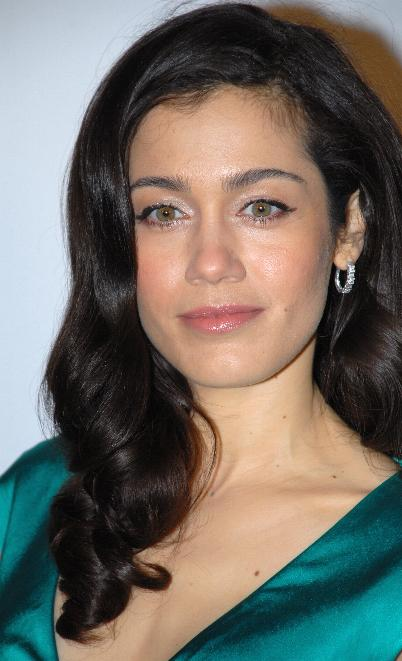
Castano scuri (Lymari Nadal)
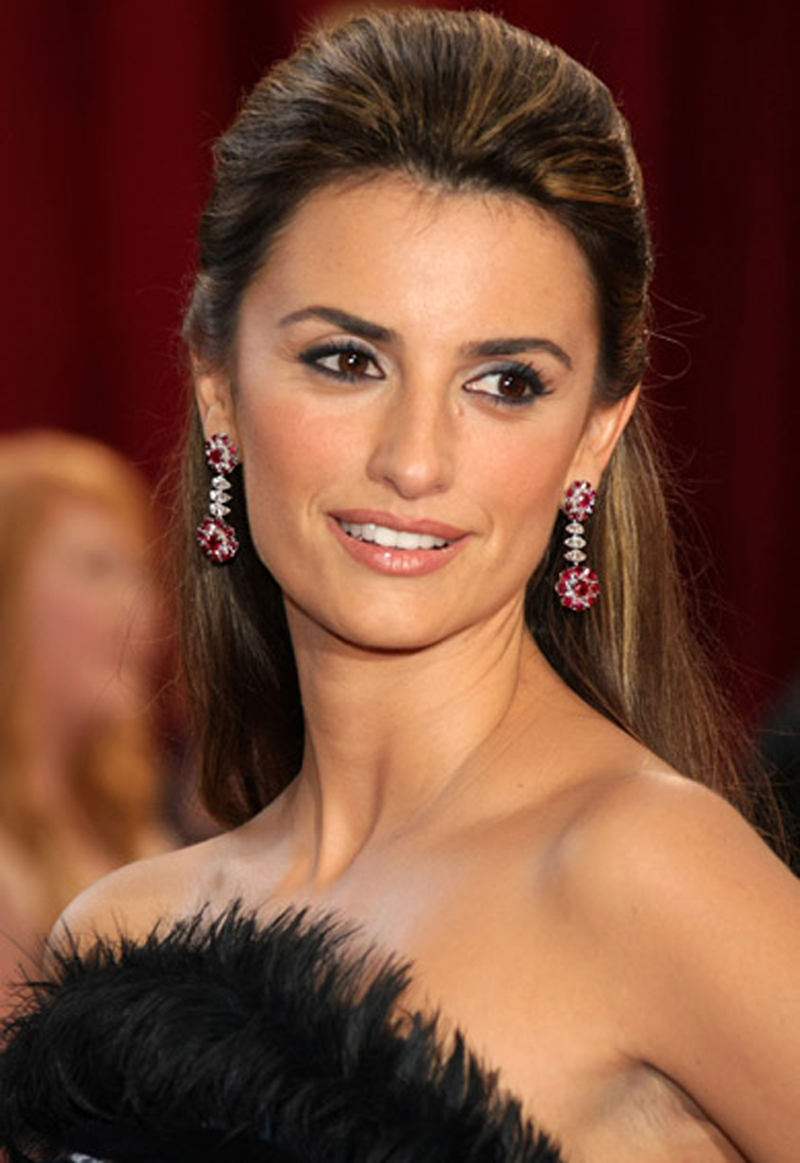
Castano medio (Penélope Cruz)
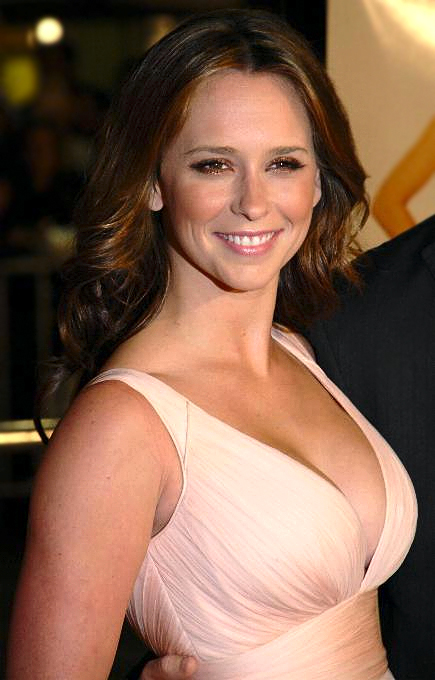
Castagno medio (Jennifer Love Hewitt)
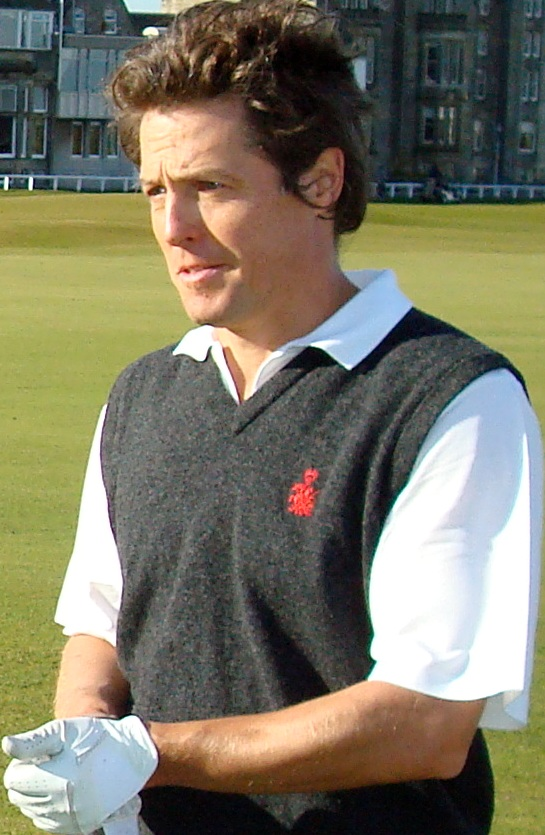
Castano medio (Hugh Grant)
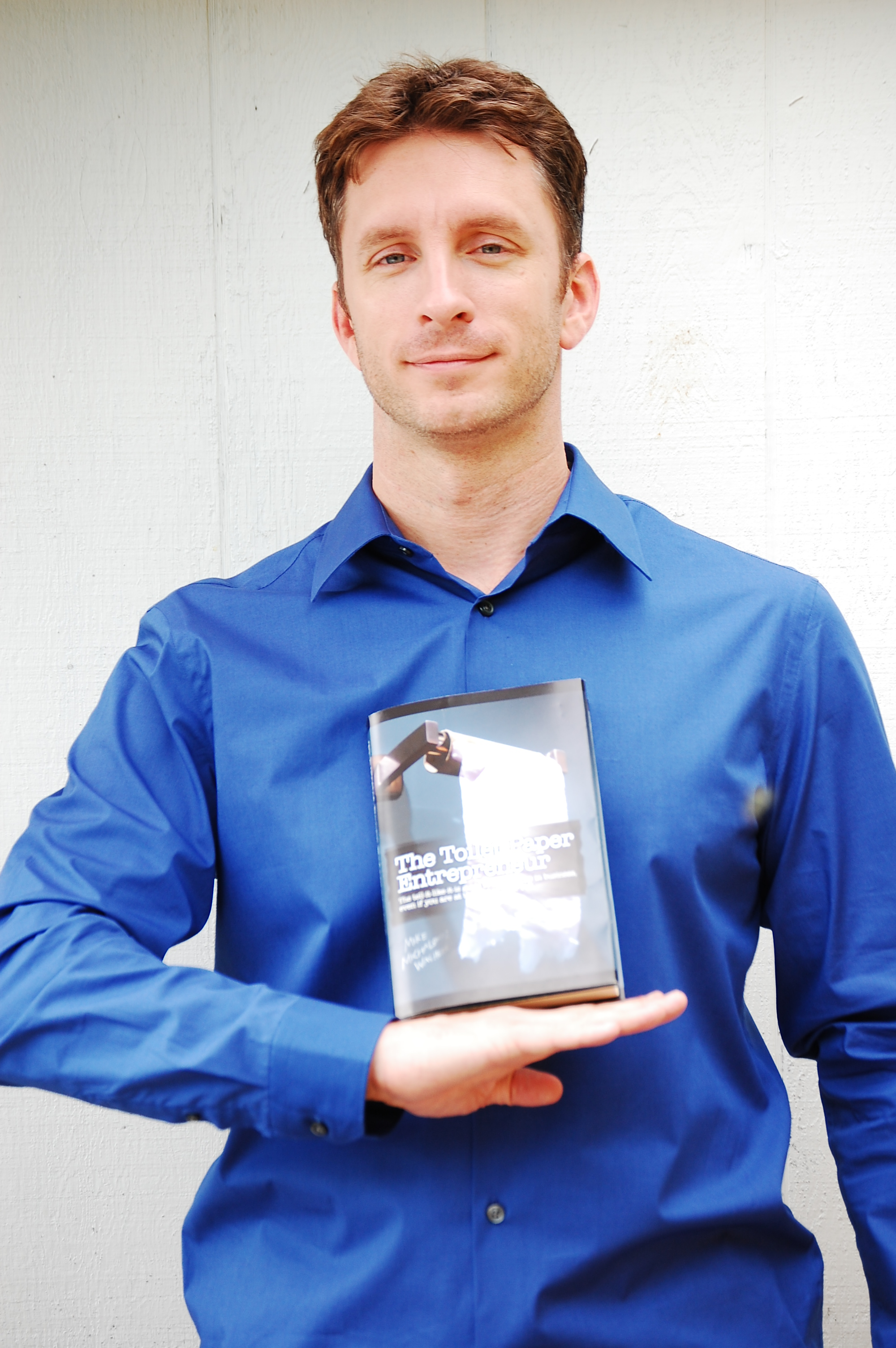
Castano ramato (Mike Michalowicz)

## Media
Anita Loos, autrice del romanzo Gli uomini preferiscono le bionde da cui fu tratto il film omonimo, scrisse un seguito intitolato Ma sposano le brune (in italiano Gli uomini sposano le brune). La casa di produzione, al momento di trarne un film, tolse la prima parola dal titolo che fu Gli uomini sposano le brune con protagoniste Jane Russell e Jeanne Crain.